# Larisa Yurkiw
Larisa Yurkiw (Owen Sound, 30 marzo 1988) è un'ex sciatrice alpina canadese specialista delle gare veloci, vincitrice della Nor-Am Cup nel 2008.

## Biografia

### Stagioni 2004-2008
La Yurkiw ha iniziato a partecipare al circuito continentale nordamericano, la Nor-Am Cup, nel 2004. Tre anni più tardi, il 13 gennaio 2007, ha fatto il suo esordio in Coppa del Mondo partecipando alla discesa libera di Altenmarkt-Zauchensee, gara chiusa col 58º tempo.
La stagione 2007-2008 è stata ricca di soddisfazioni per la sciatrice canadese. In febbraio ha conquistato infatti la medaglia d'argento nella combinata ai Mondiali juniores di Formigal, preceduta solo dall'austriaca Anna Fenninger. Poco tempo dopo ha vinto poi la Nor-Am Cup 2008 arrivando anche prima nella classifica di discesa, coronando un anno che l'ha vista sette volte sul podio (tre vittorie) nel circuito continentale.

### Stagioni 2009-2016
In Coppa del Mondo ha conquistato i primi punti all'inizio della stagione 2008-2009 (29ª nella discesa di Lake Louise in dicembre) ed è entrata per la prima volta nelle prime dieci col nono posto nella discesa di Tarvisio il 21 febbraio 2009. Sempre nel 2009 è stata convocata per i Mondiali di Val-d'Isère, dove ha partecipato alla prova di supergigante senza concluderla.
Alla successiva partecipazione iridata, Schladming 2013, si è classificata 28ª nella discesa libera, 23ª nel supergigante e non ha concluso supercombinata; ai XII Giochi olimpici invernali di Soči 2014, suo esordio olimpico, si è piazzata 20ª nella discesa libera e non ha concluso il supergigante. Il 16 gennaio 2015 ha colto a Cortina d'Ampezzo il suo primo podio in Coppa del Mondo, classificandosi al 2º posto nella discesa libera disputata sull'Olimpia delle Tofane, mentre ai Mondiali di Vail/Beaver Creek 2015 è stata 14ª nella discesa libera e 28ª nel supergigante. Nella stagione 2015-2016 si è classificata al 3º posto nella Coppa del Mondo di discesa libera, dopo aver conquistato tra l'altro il suo ultimo podio nel circuito (2ª nella discesa libera di Cortina d'Ampezzo del 23 gennaio). Si è ritirata al termine di quella stessa stagione; la sua ultima gara in carriera è stata la discesa libera di Coppa del Mondo disputata a Sankt Moritz il 16 marzo (17ª).

## Palmarès

### Mondiali juniores
- 1 medaglia:
  - 1 argento (combinata a Formigal 2008)

### Coppa del Mondo
- Miglior piazzamento in classifica generale: 22ª nel 2016
- 4 podi:
  - 3 secondi posti
  - 1 terzo posto

### Coppa Europa
- Miglior piazzamento in classifica generale: 23ª nel 2014
- 4 podi:
  - 1 vittoria
  - 3 secondi posti

#### Coppa Europa - vittorie
| Data             | Località     | Paese    | Specialità |
| ---------------- | ------------ | -------- | ---------- |
| 17 dicembre 2013 | Sankt-Moritz | Svizzera | DH         |

Legenda:

DH = discesa libera

### Nor-Am Cup
- Vincitrice della Nor-Am Cup nel 2008
- Vincitrice della classifica di discesa libera nel 2008
- 23 podi:
  - 10 vittorie
  - 6 secondi posti
  - 7 terzi posti

#### Nor-Am Cup - vittorie
| Data             | Località         | Paese       | Specialità |
| ---------------- | ---------------- | ----------- | ---------- |
| 9 dicembre 2005  | Lake Louise      | Canada      | DH         |
| 4 febbraio 2007  | Big Mountain     | Stati Uniti | DH         |
| 12 dicembre 2007 | Panorama         | Canada      | SG         |
| 12 dicembre 2007 | Panorama         | Canada      | SC         |
| 4 gennaio 2008   | Mont-Sainte-Anne | Canada      | GS         |
| 12 marzo 2009    | Lake Placid      | Stati Uniti | SG         |
| 12 marzo 2009    | Lake Placid      | Stati Uniti | SC         |
| 13 marzo 2009    | Lake Placid      | Stati Uniti | SG         |
| 11 dicembre 2011 | Panorama         | Canada      | SG         |
| 16 dicembre 2011 | Panorama         | Canada      | GS         |

Legenda:

DH = discesa libera

SG = supergigante

GS = slalom gigante

SC = supercombinata

### South American Cup
- Miglior piazzamento in classifica generale: 15ª nel 2008
- 1 podio:
  - 1 terzo posto

### Campionati canadesi
- 7 medaglie[1]:
  - 3 ori (discesa libera, supergigante nel 2008; discesa libera nel 2013)
  - 3 argenti (supergigante, supercombinata nel 2009; supergigante nel 2013)
  - 1 bronzo (slalom gigante nel 2013)